# Carmen Kass
Carmen Kass (Paide, 14 de setembro de 1978) é uma modelo e atriz estônia. Ela trabalhou como a face de marcas como Chanel, Versace, Yves Saint Laurent, Gucci, Valentino, Calvin Klein, Ralph Lauren, Christian Dior, Givenchy, e, durante dez anos consecutivos, Michael Kors. A Vogue americana a declarou, junto com Gisele Bündchen, as duas supermodelos da época em sua capa de janeiro de 2000.
Fora do mundo da moda, Kass concorreu para o Parlamento Europeu em 2004 e foi presidente da Confederação Estônia de Xadrez de 2004 a 2011.

## Início da vida
Kass nasceu em Paide, Estônia, e cresceu na vila de Mäo, perto de Paide, no condado de Järva. Kass, sua irmã mais velha, Victoria, e seu irmão mais velho, Kutty, foram criados por sua mãe, Koidu Põder. Seu pai, Viktor Kass, era professor de xadrez em Põlva.

## Carreira
Aos 14 anos, Kass foi descoberta em um supermercado por um olheiro de Milão. Sua primeira aventura no mundo da moda não teve sucesso e Kass deixou Milão pouco tempo depois.
Kass mudou-se para Paris aos 18 anos. Logo ganhou visibilidade ao aparecer nas capas da Vogue americana, francesa, britânica e italiana, da Elle australiana, da UK Image do Reino Unido, da Madame Figaro e da Numéro francesa. A primeira capa de Kass na Vogue foi a francesa, em novembro de 1997.
Sua carreira foi impulsionada por Anna Wintour e, em 1999, Kass já desfilava para diversos estilistas renomados, como Marc Jacobs, Michael Kors, Calvin Klein, Ralph Lauren, Donna Karen e Dolce & Gabbana; e posava em anúncios para estilistas e marcas como Calvin Klein, Chanel, Gucci, Donna Karen, Dsquared2, Versace, Givenchy, Fendi, Max Mara, Valentino, Ralph Lauren, Narciso Rodriguez e até mesmo a General Motors. Ela também apareceu em uma campanha publicitária de jeans da Gap e foi porta-voz dos cosméticos Revlon, Sephora e do perfume J'adore de Christian Dior. Somente em 2007, Kass foi contratada por dez campanhas com estilistas renomados para coleções de primavera/verão. A partir de 2007, tornou-se modelo e porta-voz da linha de cosméticos Max Factor.
Kass foi a musa de Michael Kors e o rosto da marca por 10 anos consecutivos. Kass também foi a porta-voz do perfume Narciso Rodriguez For Her e de várias de suas edições por 17 anos consecutivos.
Kass foi nomeada "Modelo do Ano" no VH1/Vogue Fashion Awards de 2000. Em 2002, estima-se que ela tenha sido a segunda modelo mais bem paga do mundo. Ela é conhecida por seu jeito distinto de andar nas passarelas da indústria da moda. Apesar de sua altura, seus pés são relativamente pequenos (aproximadamente tamanho 38).
Ela abriu e encerrou o Victoria's Secret Fashion Show em 1999 e também desfilou para a marca em 2000, 2002, 2003 e 2008.
Ela é considerada uma das modelos que encerraram a era do heroin chic, juntamente com Gisele Bündchen.

### Cinema
Enquanto morava em Nova Iorque, frequentou o Lee Strasberg Institute. Em 2004, Kass interpretou a protagonista feminina no filme estônio de mistério e assassinato Täna öösel me ei maga. Ela também teve uma participação especial no filme Zoolander, onde interpretou a si mesma abrindo o desfile de moda Derelicte.

### Política
Em fevereiro de 2004, ela se filiou ao partido conservador liberal Res Publica, que estava no poder na Estônia. Kass concorreu ao Parlamento Europeu após seu país aderir à União Europeia em maio de 2004. Ela recebeu 2.315 votos mas não foi eleita.

### Xadrez

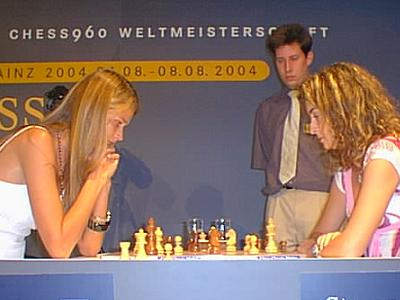
Kass (à esquerda) participando do Clássico de Xadrez de Mainz em 2004.

Kass é uma jogadora de xadrez dedicada. Ela foi eleita presidente da Federação Estoniana de Xadrez por 8 anos consecutivos e atualmente atua como conselheira. Ela fez campanha para que Tallinn sediasse as Olimpíadas de Xadrez de 2008; no entanto, Dresden, na Alemanha, foi escolhida.

### Negócios
Ela era coproprietária de sua agência mãe, a Baltic Models.

## Vida pessoal
De 2004 a 2014, Kass teve um relacionamento com Eric Lobron, um Grande Mestre de Xadrez alemão.
Seu sobrinho, Antonio Sebastian Kass, também é modelo e músico.
Kass fala estoniano e inglês.
Em maio 2024, depois de uma entrevista num podcast onde a modelo Isabeli Fontana, sem citar nomes, relatou um caso em que uma colega teria colocado vidro no sapato de Gisele Bündchen durante os bastidores de um desfile, brasileiros passaram a atacar Kass em redes socias, acusando-a de tal ato mesmo sem evidências sólidas. Kass por sua vez não chegou a comentar o suposto caso ou responder aos ataques.

Em novembro de 2024, ela anunciou o nascimento de seu primeiro filho.